# Кокшенська
Ко́кшенська (рос. Кокшенская) — присілок у складі Нюксенського району Вологодської області, Росія. Входить до складу Нюксенського сільського поселення.

## Населення
Населення — 53 особи (2010; 71 у 2002).
Національний склад (станом на 2002 рік):
- росіяни — 99 %